# Blount megye (Tennessee)
Blount megye az Amerikai Egyesült Államokban, azon belül Tennessee államban található. Megyeszékhelye Maryville, legnagyobb városa Maryville. Lakosainak száma 135 280 fő (2020. április 1.). Blount megye Knox, Sevier, Swain, Graham, Monroe és Loudon megyékkel határos.

## Népesség
A megye népességének változása:
| Lakosok száma | 123 151 | 123 631 | 124 042 | 125 099 | 127 253 | 135 280 |
|               | 2010    | 2011    | 2012    | 2013    | 2015    | 2020    |